# Fontaine-lès-Luxeuil
Fontaine-lès-Luxeuil ist eine Gemeinde im französischen Département Haute-Saône in der Region Bourgogne-Franche-Comté.

## Geographie
Fontaine-lès-Luxeuil liegt auf einer Höhe von 263 Metern über dem Meeresspiegel, 6 Kilometer nordwestlich von Luxeuil-les-Bains und etwa 30 Kilometer nordnordöstlich der Stadt Vesoul (Luftlinie). Das Dorf erstreckt sich im nördlichen Teil des Departements, am südlichen Rand der Ebene von Saint-Loup-sur-Semouse, an der Rôge, am Rand der westlichen Ausläufer der Vogesen.
Die Fläche des 27,73 Quadratkilometer großen Gemeindegebiets umfasst einen Abschnitt der Ebene von Saint-Loup-sur-Semouse. Von Nordosten nach Südwesten wird das Gebiet von der Alluvialniederung der Rôge durchquert, die für die Entwässerung zur Lanterne sorgt. Die Niederung liegt auf durchschnittlich 260 Meter und weist eine Breite von maximal einem Kilometer auf. Bei Fontaine-lès-Luxeuil nimmt die Rôge von Norden her den Ruisseau de Germonvaux auf. Ganz im Südwesten hat Fontaine-lès-Luxeuil Anteil am langgezogenen Étang du Beuchot, zu dem die Rôge hier aufgestaut wird.
Nördlich der Talniederung der Rôge erstreckt sich das Gemeindeareal über die Ebene, die teils landwirtschaftlich genutzt wird, teils von ausgedehnten Wäldern bestanden ist (La Petite Gabiotte), bis zum Flusslauf der Combeauté. Diese markiert die nördliche Abgrenzung. Im Westen reicht das Gebiet in die Waldungen des Bois de la Reine (bis 335 Meter). Südlich der Rôge leitet eine Geländestufe zum angrenzenden Höhenrücken über, der fast durchgehend bewaldet ist. Der Hang wird durch die Erosionsrinnen mehrerer kurzer Seitenbäche der Rôge untergliedert. Die südliche Grenze verläuft auf dem breiten Kamm der Forêt des Sept-Chevaux und des Gemeindewaldes von Luxeuil-les-Bains. Mit 397 Meter wird ganz im Osten, am Anstieg zur Hochfläche von Saint-Valbert, die höchste Erhebung von Fontaine-lès-Luxeuil erreicht.
In geologisch-tektonischer Hinsicht bestehen die Höhen südlich der Rôge überwiegend aus Buntsandstein der unteren Trias. An einigen Orten tritt auch das kristalline Grundgestein zutage. Die Erhebungen nördlich der Rôge sind aus einer Wechsellagerung von kalkigen und sandig-mergeligen Sedimenten aufgebaut, die während der Lias (Unterjura) abgelagert wurden.
Zu Fontaine-lès-Luxeuil gehören die Siedlungen Les Baraques-Chardin (259 Meter) am südlichen Rand der Talniederung der Combeauté und La Motte (280 Meter) im Tal der Rôge. Nachbargemeinden von Fontaine-lès-Luxeuil sind 
- Corbenay im Norden,
- Fougerolles-Saint-Valbert mit Fougerolles und Saint-Valbert im Osten,
- Luxeuil-les-Bains im Süden,
- Hautevelle und Saint-Loup-sur-Semouse im Westen.

## Geschichte
Das Gemeindegebiet von Fontaine-lès-Luxeuil war schon in vorgeschichtlicher Zeit besiedelt. Die frühesten Zeugnisse der Anwesenheit des Menschen stammen aus dem Paläolithikum. Mehrere Funde weisen darauf hin, dass das Gebiet auch während der gallorömischen Zeit bewohnt war. 
Der Ursprung von Fontaine geht auf die Zeit um das Jahr 600 zurück. Der heilige Kolumban gründete hier ein Priorat, das vom Kloster Luxeuil abhängig war. Die zahlreich vorhandenen Quellen gaben dem Ort den Namen Fontanas. Im Mittelalter gehörte Fontaine zur Freigrafschaft Burgund und darin zum Gebiet des Bailliage d’Amont. Die lokale Herrschaft hatten die Herren von Faucogney inne. Zusammen mit der Franche-Comté gelangte das Dorf mit dem Frieden von Nimwegen 1678 definitiv an Frankreich. Das Priorat wurde im Zuge der Französischen Revolution aufgehoben und die Güter in Staatsbesitz überführt.
Schon Ende des 18. Jahrhunderts entwickelte sich Fontaine dank der reichlich vorhandenen Wasserkraft zu einem Industrie- und Gewerbestandort mit Mühlen, Papiermühlen, Ziegeleien, Hochöfen und Töpfereien. Im Weiteren wurde hier Buntsandstein abgebaut. Mit der Eröffnung der Bahnlinie von Lure via Luxeuil nach Épinal wurde Fontaine-lès-Luxeuil in der zweiten Hälfte des 19. Jahrhunderts an das französische Eisenbahnnetz angebunden.

## Sehenswürdigkeiten

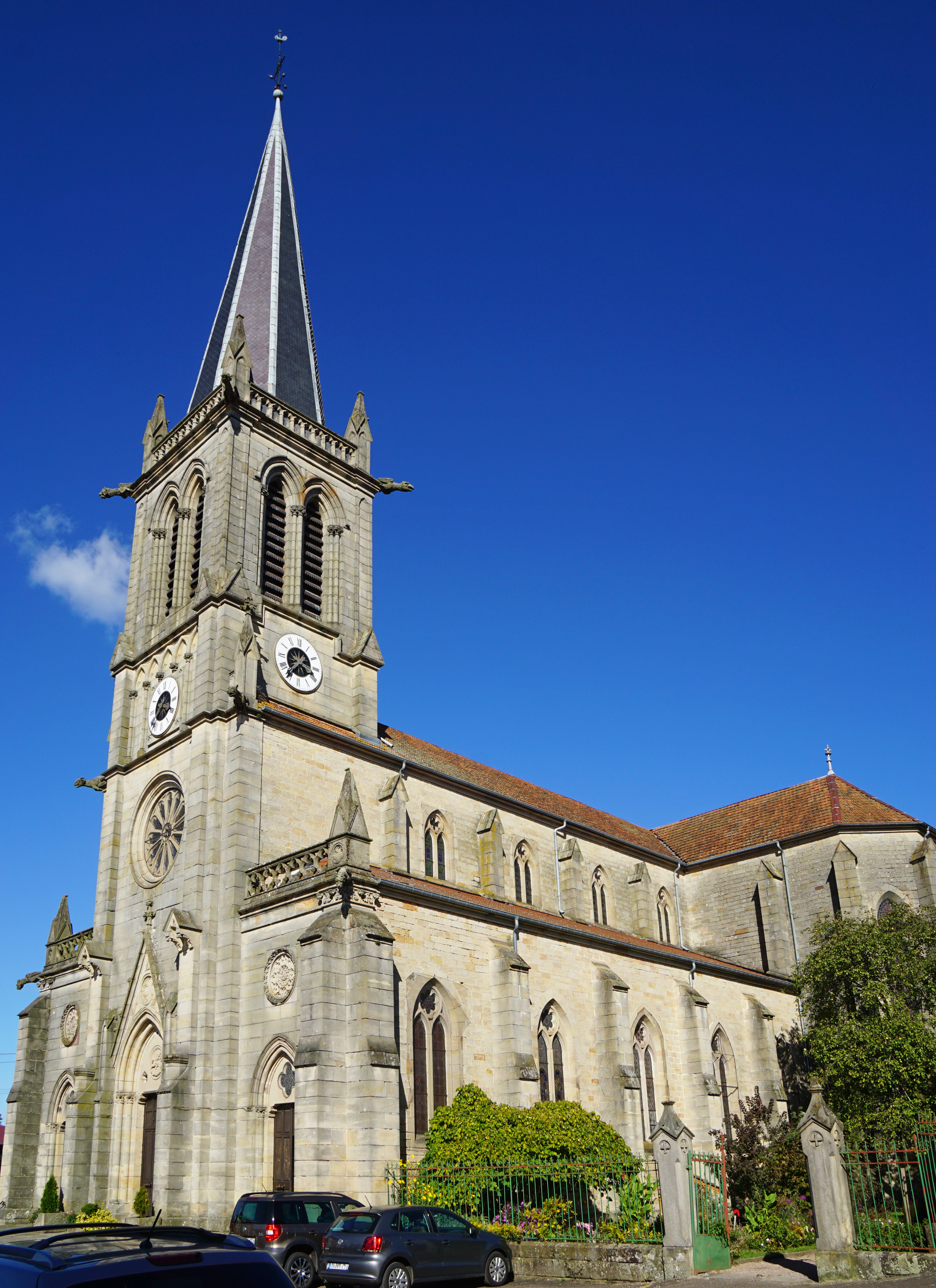
Kirche Saint-Pancrace

Die Dorfkirche St. Pankratius (Église Saint-Pancrace) von Fontaine-lès-Luxeuil wurde im 19. Jahrhundert im Stil der Neugotik errichtet. Sie beherbergt ein Taufbecken aus dem 16. Jahrhundert und eine Orgel aus dem 18. Jahrhundert. Im Osten des Dorfes steht eine Kapelle (19. Jahrhundert) mit Statuen des heiligen Pankraz (17. Jahrhundert) und der heiligen Maria (19. Jahrhundert). Vom ehemaligen Priorat sind die Konventsgebäude (18. Jahrhundert) und der Kreuzgang erhalten.

## Bevölkerung
| Jahr                       | 1962 | 1968 | 1975 | 1982 | 1990 | 1999 | 2006 | 2016 |
| Einwohner                  | 1542 | 1576 | 1542 | 1552 | 1462 | 1437 | 1470 | 1356 |
| Quellen: Cassini und INSEE |      |      |      |      |      |      |      |      |

Mit 1329 Einwohnern (1. Januar 2022) gehört Fontaine-lès-Luxeuil zu den mittelgroßen Gemeinden des Département Haute-Saône. Nachdem die Einwohnerzahl in der ersten Hälfte des 20. Jahrhunderts abgenommen hatte (1911 wurden 1821 Personen gezählt), wurden seit Beginn der 1960er Jahre nur noch relativ geringe Schwankungen verzeichnet.

## Wirtschaft und Infrastruktur
Fontaine-lès-Luxeuil machte schon früh die Entwicklung zu einem industriell und durch Gewerbe geprägten Standort durch. Heute gibt es verschiedene Betriebe des Klein- und Mittelgewerbes, darunter eine Kartonfabrik, eine Leichtmetallgießerei (unter anderem in den Gebäuden des ehemaligen Priorats) sowie Unternehmen der Holzverarbeitung und Feinmechanik. Daneben besitzt Fontaine-lès-Luxeuil verschiedene Betriebe des Einzelhandels und der Dienstleistung für den täglichen Bedarf. In den letzten Jahrzehnten hat sich das Dorf auch zu einer Wohngemeinde gewandelt. Viele Erwerbstätige sind deshalb Wegpendler, die in den anderen größeren Ortschaften der Region Luxeuil ihrer Arbeit nachgehen.
Die Ortschaft ist verkehrstechnisch gut erschlossen. Sie liegt an der alten Hauptstraße, die von Luxeuil-les-Bains nach Saint-Loup-sur-Semouse führt. Weitere Straßenverbindungen bestehen mit Fougerolles, Corbenay und Hautevelle. Der nächste Bahnhof befindet sich in Luxeuil-les-Bains.